# Notoreas isoleuca
Notoreas isoleuca là một loài bướm đêm trong họ Geometridae.